# Insanity (US-amerikanische Band)
Insanity ist eine US-amerikanische Thrash- und Death-Metal-Band aus San Francisco, Kalifornien, die 1985 gegründet und seitdem mit Unterbrechungen aktiv ist.

## Geschichte
Die Band wurde 1985 von den langjährigen Freunden Joe DeZuniga (Gesang, E-Gitarre) und Dave Gorsuch (E-Gitarre) gegründet, nachdem sie zuvor Bands wie Motörhead, Metallica und Slayer live gesehen hatten. Beide übernahmen auch das Songwriting, das ursprüngliche Bandlogo wurde von DeZuniga erschaffen. Als Bassist stieß der Highschool-Freund Keith Ellison hinzu, welcher bereits seit dem Vorjahr versucht hatte mit Gorsuch eine Band zu gründen. Im September 1985 wurde die Besetzung durch das Hinzukommen des Schlagzeugers Bud Mills vervollständigt. Der erste Auftritt wurde daraufhin am 19. Oktober abgehalten, wobei die Gruppe nur fünf Lieder spielte und als Vorgruppe für Sacrilege B.C. und Death agierte. Daraufhin schlossen sich weitere Konzerte an, unter anderem zusammen mit Possessed. In der Zwischenzeit wurde ein erstes Demo aufgenommen, wodurch die Band ihre Bekanntheit etwas steigern konnte. Das Demo war mithilfe eines Walkmans und eines Stereomikrofons in einer Garage aufgenommen worden. Um 1986 hatte die Band mit verschiedenen Problemen zu kämpfen: Zum einen hatte sie kein angemessenes Equipment und ein geeigneter Proberaum fehlte, zum anderen musste Bud Mills eine zehnmonatige Haftstrafe verbüßen. Während dieser Zeit schrieb die Band hauptsächlich an neuem Material. Als sie vor Mills’ Entlassung damit begann die ersten Studioaufnahmen zu planen, erkrankte DeZuniga an einer Herzkrankheit. Die Gruppe nahm ein weiteres Demo mit DeZuniga, der das Krankenhaus kurzzeitig verlassen hatte, auf, ehe er am 16. Mai 1987 verstarb.
Nach einer längeren Pause wurde die Band 1989 wiederbelebt. Die Besetzung änderte sich mehrfach, wobei ein Plattenvertrag mit Nuclear Blast nicht zustande kam, da die Besetzung zu diesem Zeitpunkt nicht vollständig war. Stattdessen wurde ein Vertrag für die Veröffentlichung eines Albums bei dem deutschen Label M.B.R. Records unterzeichnet, worüber 1994 das Album Death After Death erschien. Gorsuch hatte mittlerweile auch den Gesang übernommen, wobei er noch das einzig verbliebene Gründungsmitglied war. Neben ihm bestand die Besetzung aus dem Gitarristen Matt Janko, dem Bassisten Joe Landers und dem Schlagzeuger Prakash Sharma. 1993 und 1994 wurden verschiedene Auftritte absolviert, unter anderem zusammen mit Possessed, wobei Mike Torrao seit 1985 ein guter Freund der Band war, oder am 12. März 1993 mit Machine Head. Aufgrund von Rückenproblemen des Schlagzeugers Sharma pausierte die Band ab Ende 1994.
1997 begann die Band mit den Arbeiten an neuem Material. Lou Gilberto spielte nun den Bass, während Mills das Schlagzeug übernahm. Zusammen überarbeitete die Band zunächst Death After Death, indem sie den Gesang und die E-Gitarren neu einspielte. Nachdem die EP Sacrefixion, die drei Lieder enthält, im Jahr 2001 veröffentlicht worden war, löste sich die Band gegen Ende des Jahres auf.
2005 fand sich Insanity wieder zusammen und hielt ihren ersten Auftritt am 8. Juni in San Francisco ab. Während sie bereits für weitere Auftritte gebucht war und sie sich für eine Tour vom 25. bis 28. August entlang der Westküste der Vereinigten Staaten mit Exhumed vorbereitete, brach sich der Schlagzeuger Colin Osness die Hand. Dadurch konnte die Gruppe erst mit den Proben beginnen, nachdem er ab dem 19. August wieder einsatzfähig war. Ebenfalls im Jahr 2005 erschien die Kompilation From the Grave bei Parasitic Twin Productions, die neben dem 1985er Demo, das Debütalbum und weitere Demoaufnahmen enthält. Zudem steuerten Barney Greenway von Napalm Death und Matt Harvey von Exhumed Liner Notes bei. Anfang 2007 trat Mills der Band als Schlagzeuger wieder bei. Acht Monate nachdem er mit Insanity auf dem 2007er Murderfest in Los Angeles aufgetreten war, verstarb Bud Mills am 14. November 2007 an Speiseröhrenkrebs, nachdem er hierfür erst im September die Diagnose erhalten hatte, wodurch sich die Aufnahme des Albums Visions of Apocalypse verzögerte. Der Auftritt auf dem Murderfest wurde zudem als DVD veröffentlicht. Im Oktober setzte die Gruppe, die nun neben Gorsch aus dem Gitarristen Scott Dodge und dem Schlagzeuger Juan Casarez bestand, ihre Aktivität fort. 2009 ging sie auf Tournee durch die Westküstenregion der USA. Nach weiteren Besetzungswechseln begann die Band mit den Aufnahmen zu Visions of Apocalypse. Auf dem Album wurden jedoch noch die Schlagzeugaufnahmen von Mills, die bei der Vorproduktion entstanden waren, verwendet. Die Veröffentlichung des Tonträgers fand 2010 über Unspeakable Axe Records statt.

## Stil
Laut Cosmo Lee von Allmusic war Insanity besonders wichtig für die damalige Evolution des Thrash Metals zum Death Metal. Besonders das Schlagzeugspiel von Bud Mills habe die später im Death-Metal-typischen Blastbeats vorhergesagt. Die Gruppe spiele sehr schnellen Thrash Metal und habe damals teilweise ihrer Zeit voraus geklungen. Gruppen wie Carcass und Napalm Death hätten die Gruppe zudem als Einfluss genannt. Letztere Band coverte das Insanity-Lied Fire Death Fate auf dem Album Leaders Not Followers: Part 2. Markus Endres von metal.de schrieb in seiner Rezension zu Death After Death, dass die Band anfangs noch eine Mischung aus Thrash- und Speed-Metal und später Death Metal spielte. Auf dem Album selbst gebe es wütenden Old-School-Death-Metal mit starken Thrash-Metal-Anleihen. Zur damaligen Zeit der Veröffentlichung habe das Material bereits veraltet geklungen. Auf dem Album gebe es schnelle, unbarmherzige Riffs, darüber hinaus sei das Album leicht technisch und komplex. Die Lieder seien meist schnell, mit gelegentlichen langsamen, groovenden Passagen. In Songs wie In Memory gebe es auch akustische Elemente. Der Gesang klinge räudig und sei zwischen Ronnie Galetti von Nasty Savage und Jeff Becerra von Possessed einzuordnen. Das Schlagzeugspiel klinge wuchtig und sei stark durch den Einsatz von Doublebass geprägt. Auch setze man Soli ein, die an Slayer erinnern würden. Insgesamt sei das Album eine Mischung aus der Geschwindigkeit von Incubus, dunklem, aggressivem Thrash Metal im Stil von Possessed, der Wildheit der frühen Death sowie alter Exodus und Dark Angel. Allerdings fehle es an einprägsamen Refrains. E. Thomas von teethofthedivine.com gab in seiner Rezension zu Visions of Apocalypse an, dass die Band in ihren ersten Tagen eine Mischung aus Thrash- und Death-Metal spielte, bevor es den Begriff „Death Metal“ überhaupt gegeben habe. An dem Stil habe sich auf dem Album nicht viel geändert und er könne heraushören, dass die Gruppe mit Possessed, Dark Angel, Incubus, Master und frühen Death verglichen worden sei. Insgesamt könne man die Musik als aggressiveren Thrash Metal, mit rauem Gesang und dunklen Themen bezeichnen. Klanglich habe man sich an den späten 1980er/frühen 1990er Jahren orientiert.

## Diskografie
- 1985: Live Rehearsal Demo (Demo, Eigenveröffentlichung)
- 1986: 85 Reh. Demo (Demo, Black Lung Productions)
- 1989: Demo (Demo, Eigenveröffentlichung)
- 1989: Rehearsal Demo 1989 (Demo, Eigenveröffentlichung)
- 1994: Pre-Production Demo '94 (Demo, Eigenveröffentlichung)
- 1994: Death After Death (Album, M.B.R. Records)
- 2001: Sacrefixion (EP, Black Lung Productions)
- 2004: Ultimate Death - Rare Bits & Pieces of Unreleased Insanity (Kompilation, Black Lung Productions)
- 2005: From the Grave (Kompilation, Parasitic Twin Productions)
- 2006: Demo 1985 (Single, Nuclear War Now! Productions)
- 2007: Visions of Apocalypse (advance copy) (Demo, Eigenveröffentlichung)
- 2007: Morbid Home Video (DVD, Black Lung Productions)
- 2008: Visions of Apocalypse (Demo, Black Lung Productions)
- 2009: Chronicles of the Cursed (Kompilation, AreaDeath Productions)
- 2015: Visions of Apocalypse (Album, Unspeakable Axe Records)